# يان ثيسليف
يان ثيسليف هو دبلوماسي سويدي وُلد في 6 يناير 1959 في مدينة لوند بالسويد. ثيسليف هو السفير الحالي لدولة السويد في جمهورية مصر العربية.

## الحياة العملية
درس ثيسليف في جامعة لوند، وجامعة مونبلييه، وجامعة تونس في الفترة من 1979 إلى 1958. بدأ حياته المهنية مديرًا للمشروعات ومراقبًا في شركة ألفا لافال في لوند بالسويد في الفترة من 1986 إلى 1987. ثم انضم ثيسليف لبرنامج السلك الدبلوماسي في الفترة من 1987 إلى 1988، ثم أصبح أمينًا للسفارة السويدية في دمشق في الفترة من 1988 إلى 1991، وبعد ذلك أصبح السفير الثاني للسويد في طوكيو في الفترة من 1991 إلى 1994، كما تولى العلاقات التجارية مع اليابان في وزارة الخارجية السويدية في الفترة من 1994 إلى 1996. ثم تقلد ثيسليف منصب سفير السويد في القاهرة في الفترة من 1996 إلى 1999، وبعد ذلك في الفترة من 1999 إلى 2003 عمل مستشارًا للسفارة في بعثة التمثيل السويدية في الاتحاد الأوروبي في بروكسل واختص بأمور الشرق الأوسط وشمال أفريقيا. وأصبح ثيسليف مستشارًا سياسيًا لمبعوث الاتحاد الأروربي الخاص لعملية السلام في الشرق الأوسط (ومقره بروكسل) في الفترة من 2003 إلى 2006. ثم كان سفيرًا للسويد في الرياض، ومدينة الكويت، ومسقط، وصنعاء من 2006 إلى 2011. وكان سفيرًا للسويد في تونس العاصمة وطرابلس (في ستوكهولم) من 2011 إلى 2014.
أصبح ثيسليف سفيرًا للسويد في أبوظبي في مايو 2014، وسفيرًا في المنامة في يونيو 2015. في مايو 2017، عُين ثيسليف سفيرًا للسويد في القاهرة.